# Campo petrolero Roblecito
El Campo Petrolero Roblecito se encuentra localizado en el Estado Guárico, Venezuela establecido hacia 1943.
En el Campo petrolero existió un Área Residencial destinada a los trabajadores y sus familias que laboraban para la S.A Petrolera Las Mercedes (Texaco - Caracas Petroleum Company). Se encontraba ubicado en el municipio Chaguaramas en el estado Guárico, a una distancia aproximada de 11,62 km de Las Mercedes del LLano (municipio Las Mercedes) y 24,1 km de Chaguaramas, a 181 msnm .  
Latitud: 9°12'00.0" Longitud: -66°20'05.0".
El campo residencial se trataba de un conjunto de edificaciones del campamento petrolero. Las casa fueron construidas de acuerdo a la jerarquía en el organigrama de trabajo. Se destacan las casas con grandes salones, puertas de madera, piso de cemento y techo de pajilla (barro y tejas criollas)para el grupo de personal o profesionales y otras prefabricadas realizadas en metal que generalmente eran utilizadas por los obreros de la compañía.
El Campo residencial estaba compuesto de dos áreas: 1) Casas prefabricadas en lo que se denominaba "Campo afuera" destinada para el personal obrero y 2) Casas de estructura sólida (cemento, bloques, machihembrado) en lo que se denominaba "Campo adentro" destinado para el personal de plantilla, generalmente profesionales norte americanos. Estas dos áreas se encontraban separadas por una cerca de alfafol que rodeaba completamente el área de "campo adentro".
Para la década de los años cincuenta varios trabajadores y sus familias pasaron a formar parte de este grupo de personal pasando a fijar su residencia desde el área de "campo afuera" al de "Campo adentro". Debido a su cualificaciòn en áreas específicas del área en que laboraban.
Las “gringos” (Personas norte americanas o Canadienses), acondicionaron el área con muchas facilidades, escuelas para sus hijos y para los obreros confortables viviendas, cine, áreas de distracción y recreación, campos deportivos (Base ball y Campo de Golf), etc . También contaba, entre otras cosas, con un comisariato muy bien surtido y uno de los hospitales más modernos para su época.